# Герра, Ана
Ана Али́сия Ге́рра Мора́лес  (исп. Ana Alicia Guerra Morales; Сан-Кристобале-де-ла-Лагуна, Канарские острова, род. 18 февраля 1994), более известная как Ана Ге́рра (Ana Guerra) — испанская певица и автор песен.

## Биография

### Ранние годы
Ана Алисия Герра Моралес родилась 18 февраля 1994 года в Сан-Кристобаль-де-ла-Лагуна, на острове Тенерифе. Родители назвали её в честь американской актрисы Аны Алисии, так как им нравился американский сериал «Фэлкон Крест». В детстве отец Аны однажды купил караоке, и в тот же день она менее чем за десять минут выучила наизусть песню певицы Тамары.
Она училась играть на поперечной флейте в течение восьми лет в Профессиональной консерватории музыки Санта-Крус-де-Тенерифе. Позже Герра работала консультантом в магазине парфюмерии, официанткой и актрисой в мюзиклах.

### Музыкальная карьера
Герра прошла прослушивание в 9 выпуске Operación Triunfo и была выбрана для участия в шоу «Академия» 23 октября 2017 года. На 12-м выпуске шоу, 22 января 2018 года публика проголосовала за то, чтобы она стала  одной из пяти финалисток сериала.
Также она была кандидатом от Испании на песенный конкурс «Евровидение-2018» с песней «El remedio» и дуэтом с другой участницей Айтаной. В итоге, она не была выбрана для представления страны на европейском конкурсе. Последняя песня, изначально написанная на английском языке Джесс Морган и Уиллом Симмсом и адаптированная на испанский язык Брисой Феной, заняла третье место.
16 марта компания Universal Music Spain выпустила первый сборник песен певицы под названием «Ana Guerra, sus canciones», в который вошли выступления певицы во время её выступлений в Operación Triunfo.
Впоследствии дуэт стал хитом номер один в испанском чарте синглов. Продержавшись в топе три недели, Ана получила  двойной платиновый сертификат за этот трек. Песня «El remedio» была выпущена в качестве сингла в  апреле 2018 года.
6 июля 2018 года Герра выпустила сингл с Хуаном Маганом под названием «Ni la hora». Сингл дебютировал под номером два в испанском чарте синглов, а музыкальный клип набрал более 4,5 миллионов просмотров на YouTube за пять дней.  7 декабря 2018 года она выпустила сольный сингл «Bajito», который подвергся критике из-за эротического содержания. В 2018 году она стала второй испанской артисткой в истории, две песни которой набрали более 30 миллионов прослушиваний в испанском Spotify.
25 января 2019 года она выпустила свой первый альбом под названием «Reflexión». Альбом стал успешным,  заняв второе место в чартах. Также в начале того же года Ана была приглашена на дуэт в песне «Desde que te vi» на новом альбоме «Héroes en tiempos de Guerra» Давида Бустаманте.
К декабрю 2019 года у Герры было девять платиновых и два золотых диска. Более 90 000 подписчиков в социальных сетях, а также более 85 миллионов просмотров на её канале YouTube.
24 сентября 2021 года вышел второй альбом певицы  под названием «La luz del martes». Альбом занял четвёртое место в испанском чарте альбомов в первую неделю после выпуска.

## Личная жизнь
С 2014 по июнь 2018 года Герра была в отношениях с певцом Хавьером Луисом Дельгадо, более известным как Жадель.
С 2018 по 2020 год Ана Герра была в отношениях с актёром Мигелем Анхелем Муньосом.
С 2021 года Герра состоит в отношениях с актёром, певцом, музыкантом и музыкальным руководителем Виктором Элиасом. 31 октября 2024 года она вышла за него замуж.

## Дискография

### Мини-альбомы
- 2019 — Reflexión[22]
- 2023 — Érase una vez

#### Студийные альбомы
- 2017 — Sus Canciones (Operación Triunfo 2017)[22]
- 2021 — La Luz del Martes[22]
- 2024 — Sin Final

### Синглы
- 2018 — «Lo malo» (совместно с Аитаной)
- 2018 — «El remedio»
- 2018 — «Ni la hora» (совместно с Хуаном Маганом)
- 2018 — «Bajito»
- 2020 — «Tarde o temprano»
- 2020 — «Listo va» (совместно с Лерикой)
- 2021 — «Tik-Tak»
- 2021 — «Seis»
- 2021 — «Qué Sabrán»
- 2023 — «Si me quisieras»
- 2023 — «Tiempo de Descuento»
- 2024 — «Contar Mentiras»
- 2024 — «Canción de luto» (совместно с Коти)
- 2025 — «La llama»

#### Как приглашённый артист
- 2018 — Агони[англ.], Рауль Васкис[англ.], Аитана и Лола Индиго[англ.] — «El mundo entero»
- 2019 — Давид Бустаманте — «Desde que te vi» («Héroes en tiempos de Guerra»)
- 2019 — Набалес, Йера — «El viajero (Remix)»
- 2019 — Тициано Ферро — «Acepto milagros»
- 2020 — Bombai — «Robarte el corazón»
- 2020 — Уэкко[англ.] — «Dos segundos»
- 2020 — Лассо[англ.] — «Los amigos no se besan en la boca»
- 2020 — Рафаэль, Белли Басарте, Мария Паррадо, Сепеда[англ.] и Мириам Родригес[англ.] — «Los amigos no se besan en la boca»
- 2021 — Дэвид Отеро[англ.] — «Peter Pan»
- 2022 — Фрэн Переа[англ.] — «Voy a pensar en ti»